# Urban Aeronautics AirMule
Urban Aeronautics AirMule (Аэромул) — беспилотный летательный аппарат (беспилотный вертолёт).
Создан в конструкторском бюро израильской компании Urban Aeronautics в г. Явне и компанией Tactical Robotics Архивная копия от 5 июня 2016 на Wayback Machine. Разработка ведётся с 2008 года по заказу израильской армии. Опытный образец на январь 2011 года налетал уже 10 часов. Предназначен для эвакуации с поля боя раненых.
Представляет собой одномоторный беспилотный вертолёт. Беспилотное транспортное средство должно по замыслу разработчиков обладать универсальностью. И быть способным доставить на поле боя снаряжение и боеприпасы, а затем — забрать раненых.
Командование израильской армии задумалось о том, чтобы получить подобное транспортное средство, вскоре после окончания Второй ливанской войны в 2006 году — столкнувшись с необходимостью эвакуировать и желательно по воздуху большое количество раненых.
По данным разработчика AirMule сможет
принять на борт до 227 килограммов полезной нагрузки. Аппарат оборудован двигателем Turbomeca Arriel1 мощностью 750 л.с. Этот беспилотник взлётной массой 1,4 тонны способен развивать скорость до 97 узлов (180 километров в час) и совершать полёты на высоте до 3,7 тысячи метров. AirMule способен находиться в воздухе до пяти часов.